# Georg-Rainer Köttstorfer

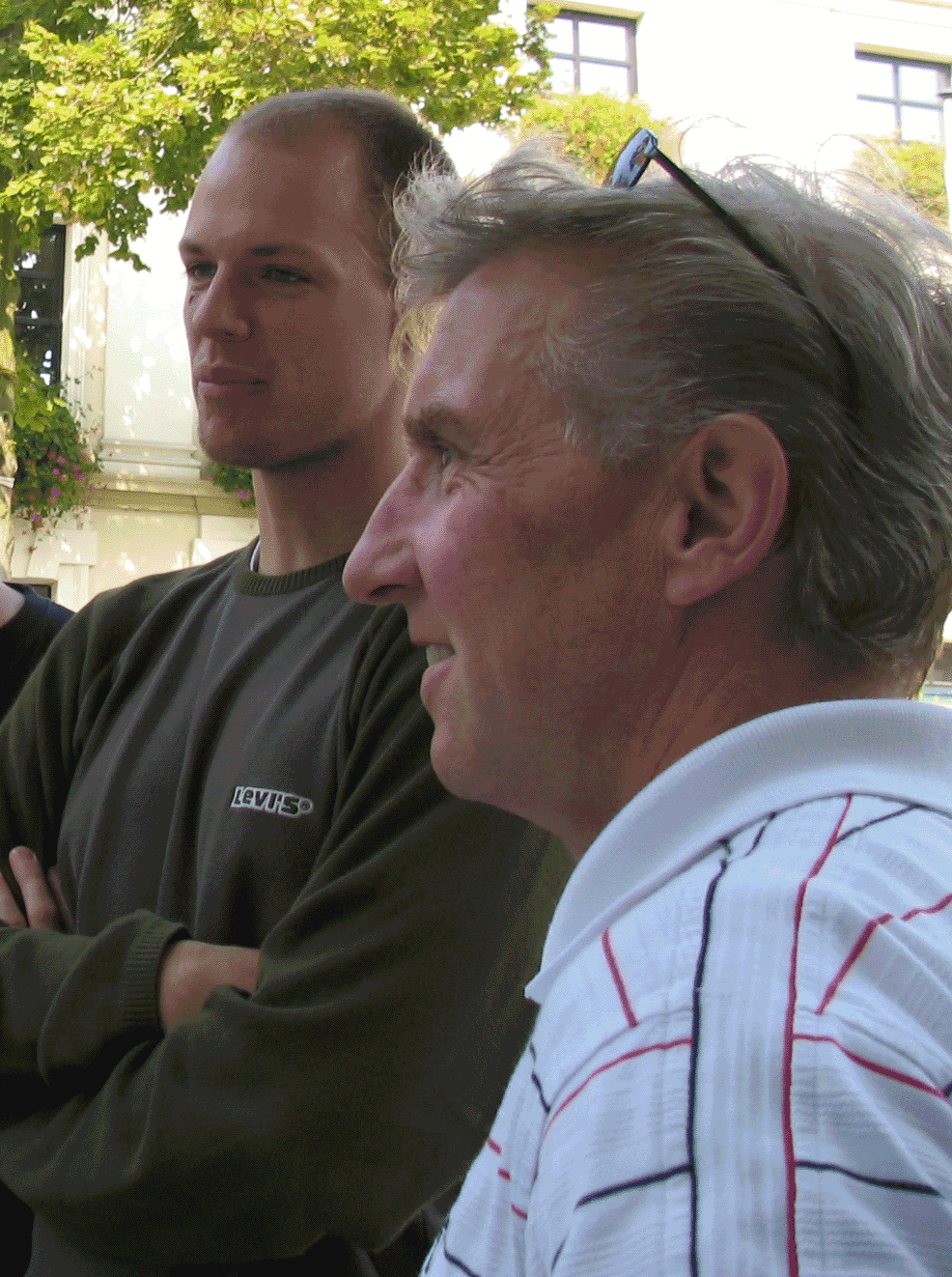
Köttstorfer (links) zusammen mit Franz Fritzmeier sen.

Georg-Rainer Köttstorfer (* 2. August 1981 in Rosenheim) ist ein ehemaliger deutscher Eishockeyspieler und heutiger Eishockeyschiedsrichter, der zuletzt in der Saison 2012/13 bei den Grizzly Adams Wolfsburg aus der Deutschen Eishockey Liga spielte. Seit Beendigung seiner aktiven Karriere ist Köttstorfer als Schiedsrichter beim Deutschen Eishockey-Bund tätig.

## Karriere
Erste Erfahrungen auf höherem Niveau sammelte der Verteidiger, der auch als Stürmer einsetzbar ist, bei den Jungadler Mannheim, für die er in der Saison 1999/2000 in der Oberliga Nord auflief. Hier konnte der Linksschütze in 41 Partien sieben Tore und insgesamt 14 Scorerpunkte erzielen. Zudem hatte er, für einen Spieler seiner Größe eher ungewöhnlich, da diese oftmals für das Körperspiel eingesetzt werden, nur 20 Strafminuten abzusitzen.
Mit 17 Jahren nahm Köttstorfer an der U18-Weltmeisterschaft 1999 teil, wo er es auf sechs Einsätze brachte, in denen er allerdings nicht punkten konnte. Im Sommer 2000 wagte der Abwehrspieler den Schritt nach Nordamerika, wo er für die Valley Junior Warriors in der Juniorenliga EJHL auf dem Eis stand. Nach den wichtigen Auslandserfahrungen unterschrieb Rainer Köttstorfer zur Saison 2002/03 einen Vertrag bei den Schwenninger Wild Wings, wo er nach dem finanziell bedingten Abgang von Jochen Molling in Richtung Hamburg Freezers zum Stammspieler in der Verteidigung wurde. Mit defensiv geprägtem Spiel konnte er überzeugen und kam letztlich auf 48 DEL-Matches. Sein erstes DEL-Tor erzielte der gebürtige Bayer gegen die Krefeld Pinguine, als er im Heimspiel der Wild Wings den Ehrentreffer beim 7:1-Sieg des KEV beisteuerte. Drei Scorerpunkte bei nur 18 Strafminuten und seine Plus/Minus-Bilanz von −10 zählten im schwächsten Team der Hauptrunde zu den besten Werten. Zusätzlich bestritt der Verteidiger mit den Wild Wings sechs Play-down-Spiele, in denen das Team gegen die wesentlich besser besetzten Frankfurt Lions sportlich die Klasse halten konnte. Allerdings folgte nach der Saison das wirtschaftliche Aus durch ein bereits eröffnetes Konkursverfahren, das den Ausschluss der Wild Wings aus der DEL zur Folge hatte, woraufhin Köttstorfer mit einer Förderlizenz der Krefeld Pinguine zum Zweitligisten EV Duisburg wechselte.
Zu Beginn der Saison 2003/04 bekam der Abwehrspieler erstmals Eiszeit in Krefeld, nachdem er von Trainer Butch Goring in der vierten Sturmreihe eingesetzt wurde. Durch das im Vertragswerk geregeltes Vorrecht des EV Duisburg kam der Bayer in dieser Spielzeit jedoch fast ausschließlich in der zweiten Liga zum Einsatz, wo er in 47 Einsätzen acht Tore erzielen konnte und 13 Torvorlagen gab. Nach Saisonende holte der sportliche Leiter Franz Fritzmeier den Abwehrspieler endgültig nach Krefeld, wo er zum Stammspieler wurde. Zur Saison 2007/08 unterschrieb Rainer Köttstorfer schließlich einen Vertrag beim Ligakonkurrenten Hannover Scorpions, bei denen er bis zur Saison 2009/10 spielte und 2010 die deutsche Meisterschaft gewann.
Für die Saison 2010/11 und die Saison 2011/12 spielte er für die Hamburg Freezers, bevor er zur Saison 2012/13 zu den Grizzly Adams Wolfsburg wechselte. Dort spielte er verletzungsbedingt jedoch nur sieben Partien, was dazu führte, dass sein Vertrag am Saisonende nicht verlängert wurde.
Köttstorfer beendete daraufhin aufgrund der Verletzung seine Profi-Karriere, um sich fortan als Eishockeyschiedsrichter zu betätigen.

## Erfolge und Auszeichnungen
- 2010 Deutscher Meister mit den Hannover Scorpions

## Karrierestatistik
(Legende zur Spielerstatistik: Sp oder GP = absolvierte Spiele; T oder G = erzielte Tore; V oder A = erzielte Assists; Pkt oder Pts = erzielte Scorerpunkte; SM oder PIM = erhaltene Strafminuten; +/− = Plus/Minus-Bilanz; PP = erzielte Überzahltore; SH = erzielte Unterzahltore; GW = erzielte Siegtore; 1 Play-downs/Relegation; Kursiv: Statistik nicht vollständig)